# Rödgumpad astrild
Rödgumpad astrild (Estrilda rhodopyga) är en fågel i familjen astrilder inom ordningen tättingar. Den förekommer i Östafrika från Sudan till Malawi. Beståndet anses vara livskraftigt.

## Utseende och läte
Rödgumpad astrild är en liten (10–10,5 cm) gråbrun finkliknande fågel med eldröda inslag. Kombinationen av ett lysande rött ögonstreck och dito övergump skiljer den från andra astrilder. Den har även rött som ett stråk i vingarna. Bland lätena hörs mjuka "sspt-sspt", hårda "jup", ett "ja-jip", ett nasalt "jaaa" och ett stigande "tchair". Sången beskrivs i engelsk litteratur som ett "tchek-er-cherr, tche-chaaer", med sista tonen ljudligast och stigande i tonhöjd.

## Utbredning och systematik
Rödgumpad astrild förekommer i Östafrika. Den delas in i två underarter med följande utbredning:
- Estrilda rhodopyga rhodopyga – förekommer från norra Sudan till Eritrea, Etiopien och Somalia
- Estrilda rhodopyga centralis – förekommer från södra Sydsudan, centrala och södra Etiopien samt norra och södra Somalia söderut till norra Malawi

I januari 2022 påträffades en rödgumpad astrild i Abu Simbel i Egypten. Tillfälligt har den också setts i Storbritannien, Spanien och Portugal, men den anses osannolikt att den nått dit på naturlig väg.

## Levnadssätt
Rödgumpad astrild hittas i både fuktiga och torra gräsmarker. Den födosöker i par eller smårgrupper, ibland med andra astrilder, på jakt efter gräsfrön, myrlarver, termiter och spindlar.

### Häckning
Fågeln häckar september–maj i Uganda, mars–april samt juli i Kenya. Boet placeras vanligen på marken. Däri lägger den fyra ägg som ruvas i tolv till 14 dagar. Ungarna är flygga efter ytterligare 17–19 dagar, men återvänder för att sova i boet i ytterligare en vecka. Arten boparasiteras av dominikaneränka.

## Status och hot
Arten har ett stort utbredningsområde och en stor population med stabil utveckling. Den tros inte heller vara utsatt för något substantiellt hot. Utifrån dessa kriterier kategoriserar internationella naturvårdsunionen IUCN arten som livskraftig (LC). Världspopulationen har inte uppskattats men den beskrivs som vanlig eller lokalt vanlig.